# Efésios 4
Efésios 4 é o quarto capítulo da Epístola aos Efésios, de autoria do Apóstolo Paulo, no Novo Testamento da Bíblia.

## Estrutura
A Tradução Brasileira da Bíblia organiza este capítulo da seguinte maneira:
- Efésios 4:1-16 - A unidade da fé
- Efésios 4:17-24 - A santidade cristã oposta aos vícios dos gentios
- Efésios 4:25-32 - Admoestações